# Castle (City and County of Cardiff)
Castle (walisisch: Castell) ist eine Community in der südwalisischen Principal Area City and County of Cardiff. Die Community, die das Stadtzentrum von Cardiff umfasst, hatte beim Zensus 2011 etwas mehr als 2.000 Einwohner.

## Geographie
Castel umfasst das Stadtzentrum von Cardiff (City Centre beziehungsweise Civic Centre), die Stadtteile Cathays Park, Crockherbtown, Temperance Town und Castle Quarter sowie den Bute Park. Im Westen vom River Taff begrenzt, bildet die South Wales Main Line die Südgrenze und die Eisenbahntrasse Valley Lines die Ostgrenze der Community. Die Community selbst wird neben dem Rifer Taff entlang der Westgrenze vom Dock Feeder Canal und vom Mill Leaf durchquert. Verwaltungsgeographisch ist die Community Teil der Stadt Cardiff beziehungsweise von deren Verwaltungseinheit, die den Namen City and County of Cardiff trägt und auch noch etwas Umland miteinschließt. Wahlkreisgeographisch gehört Castle zum britischen Wahlkreis Cardiff Central beziehungsweise zu dessen Pendant auf walisischer Ebene.

## Infrastruktur
Durch die geographische Lage im Stadtzentrum besitzt die Community eine große Bandbreite wichtiger Gebäude. Dazu zählen neben den Bahnhöfen (siehe unter „Verkehr“) die Cardiff Castle, das Millennium Stadium, die Motorpoint Arena Cardiff, der Cardiff Arms Park, das National Museum Cardiff, das Welsh National War Memorial, das Einkaufszentrum St. David’s und Teile der Cardiff University sowie mehrere Behördengebäude, darunter die Cardiffer City Hall, damaliger Sitz des Cardiff City Councils, das mittlerweile im Cardiff Council aufgegangen ist. Ferner gibt es unter anderem auch eine Reihe weiterer Einrichtungen wie Hotels (unter anderem eine Niederlassung von Hilton), Kirchen, die Stadtbibliothek von Cardiff etc. Zusätzlich verfügt die Community nicht nur über den Bute Park als öffentlichen Park, sondern auch über weitere Grünanlagen wie die Alexandra Gardens, die Gorsedd Gardens und die St John’s Gardens.

## Verkehr
Die entlang der Communitygrenzen entlanglaufenden Bahnstrecken haben dort auch mehrere Haltepunkte. Auf den Valley Lines sind das die Bahnhöfe Cathays und Cardiff Queen Street, auf der South Wales Main Line ist das der Bahnhof Cardiff Central. Neben einer Anbindung ans Busnetz gehen einige regional wichtige Verkehrsadern durch die Community, aber keine Fernstraßen.

## Bauwerke
Durch die Lage im historischen Stadtzentrum hat die Community 170 Gebäude auf der Statutory List of Buildings of Special Architectural or Historic Interest, mehr als jede andere Community Cardiffs. Acht Bauwerke wurden mit einer Einstufung als Grade I buildings, der höchstmöglichsten Kategorie, bedacht, zwölf weitere sind Grade II* buildings. Dazu zählen vor allem die oben genannten Bauwerke historischer Substanz sowie unter anderem Kirchen und der Cardiff Central Market.